# Jersey Girl (film)
Jersey Girl è un film del 2004 diretto da Kevin Smith.

## Trama
Ollie e Gertie sono due fidanzati: lui, originario del New Jersey, e capo-ufficio stampa della divisione musicale dell'agenzia presso la quale lavora, mentre lei, di New York, è editor in una casa editrice.
Entrambi all'apice del successo, vivono insieme nella Grande Mela e la loro è una storia perfetta, fatta d'amore e di complicità, tanto che decidono di sposarsi.
Gertie rimane incinta e la gravidanza prosegue felicemente tra corsi pre-parto e progetti, ma quando la bambina viene alla luce ha giusto il tempo di guardarla per poi morire a causa di una complicazione; Ollie resta così solo e con una figlia alla quale decide di dare lo stesso nome della mamma: Gertie.
Si rifugia inizialmente dal padre, in cerca di aiuto in quanto totalmente incapace di accudire una bambina e deciso a rituffarsi nel suo lavoro, ma una serie di eventi fa sì che Ollie si ritrovi disoccupato e disperato.
Decide così di trasferirsi definitivamente nel New Jersey e di dedicare la sua vita completamente alla figlia, in memoria della moglie che non ha mai dimenticato.
Intanto Gertie è cresciuta, conduce una vita serena, va a scuola e comincia a confrontarsi con gli altri bambini; Ollie lavora col padre col quale è riuscito a instaurare un rapporto migliore col passare del tempo, ma una sera, noleggiando film, incontra una ragazza, Maya, e la vita di nonno, padre e figlia cambia in qualche modo.
Ollie, nel frattempo, non aveva mai smesso di cercare di rientrare nel suo campo lavorativo e di tornare a New York, ma, quando dopo tanto tempo se ne presenta l'occasione, rivaluta le sue priorità e decide di continuare a vivere serenamente con la sua famiglia e con Maya nel New Jersey.

## Produzione
Il regista Kevin Smith, come si può notare dai titoli di coda, ha dedicato questo film a suo padre Donald E. Smith, scomparso un anno prima. Il soprannome "Jersey Girl" non è riferito a Maya, bensì alla stessa figlioletta Gertie. Il film può vantare i camei di Will Smith, Matt Damon e Jason Lee. Nel film vengono più di una volta menzionati i musical Cats e Sweeney Todd.
È uno dei pochi film di Kevin Smith in cui non compaiono Jay & Silent Bob. La canzone nei titoli di coda è proprio Jersey Girl di Tom Waits, qui nella versione live di Bruce Springsteen. In una scena del film Gertie dice a suo padre: «Dai gas, Chewbecca», chiaro riferimento alla saga di Guerre stellari.

## Critica
Il film ha ricevuto durante l'edizione dei Razzie Awards 2004 tre nomination come Peggior attore per Ben Affleck, Peggior attrice non protagonista per Jennifer Lopez e Peggior coppia a Ben Affleck e a scelta tra Jennifer Lopez o Liv Tyler.